# Gusman Kosanow
Gusman Syjttykuły Kosanow, kaz. Ғұсман Сыйттықұлы Қосанов; ros. Гусман Ситтыкович Косанов, Gusman Sittykowicz Kosanow (ur. 25 maja 1935 w Izatulli, zm. 19 lipca 1990 w Ałmaty) – kazachski lekkoatleta (sprinter) startujący w barwach ZSRR, wicemistrz olimpijski z 1960.
Zdobył srebrny medal w sztafecie 4 × 100 metrów (w składzie: Kosanow, Łeonid Barteniew, Jurij Konowałow i Edwin Ozolin) na igrzyskach olimpijskich w 1960 w Rzymie. Na tych samych igrzyskach odpadł w ćwierćfinale biegu na 100 metrów. Zajął 5. miejsce w sztafecie 4 × 100 metrów (w składzie: Ozolin, Boris Zubow, Kusanow i Borys Sawczuk), a także odpadł w eliminacjach biegu na 100 metrów na igrzyskach olimpijskich w 1964 w Tokio.
Był mistrzem ZSRR w sztafecie 4 × 100 metrów w 1960, wicemistrzem w biegu na 100 metrów w 1966 oraz brązowym medalistą w biegu na 100 metrów w 1963 i w sztafecie 4 × 100 metrów w 1964.
Był rekordzistą ZSRR w sztafecie 4 × 100 metrów z wynikiem 39,3 s, osiągniętym 31 sierpnia 1965 w Kijowie.
W 1965 otrzymał tytuł Zasłużonego Mistrza Sportu ZSRR.
Zmarł śmiercią samobójczą.